# Håndslag (tidning)
Håndslag med underrubriken Fakta och orientering for Nordmenn var en tidning som under andra världskriget utkom i Sverige. Den var formellt riktad mot de norska flyktingarna i Sverige, men smugglades i stor utsträckning in i Norge, där den nazityska ockupationsmakten censurerade nyheterna.
Tidningen finansierades av den Norska legationen i Stockholm. Den utkom var 14 dag under åren 1942-1945  Upplagan var inledningsvis 3000, men uppgick mot slutet av kriget till 20 000 exemplar.  Den trycktes i A5-format på tunt papper för att underlätta smugglingen.
Ansvarig utgivare var den svenska författaren Eyvind Johnson.  I tidningen medarbetade  Torolf Elster och Willy Brandt.